# Maleisië op de Olympische Zomerspelen 2024
Maleisië nam deel aan de Olympische Zomerspelen 2024 in Parijs, Frankrijk.

## Medailleoverzicht
| Medaille | Naam                    | Sport     | Onderdeel      | Datum           |
| -------- | ----------------------- | --------- | -------------- | --------------- |
| Brons    | Aaron Chia Soh Wooi Yik | Badminton | Dubbelspel (m) | 4 augustus 2024 |
| Brons    | Lee Zii Jia             | Badminton | Enkelspel (m)  | 5 augustus 2024 |

## Aantal deelnemers
Hieronder volgt een overzicht van de atleten die zich kwalificeerden voor de Olympische Zomerspelen van 2024.
| Sport          | Mannen | Vrouwen | Totaal |
| -------------- | ------ | ------- | ------ |
| Atletiek       | 1      | 0       | 1      |
| Badminton      | 4      | 4       | 8      |
| Boogschieten   | 0      | 3       | 3      |
| Gewichtheffen  | 1      | 0       | 1      |
| Golf           | 1      | 1       | 2      |
| Schietsport    | 1      | 0       | 1      |
| Schoonspringen | 1      | 1       | 2      |
| Wielersport    | 2      | 2       | 4      |
| Zeilen         | 1      | 1       | 2      |
| Zwemmen        | 1      | 1       | 2      |
| Totaal         | 13     | 13      | 26     |

## Deelnemers en resultaten

### Atletiek

#### Loopnummers
Mannen
| Atleet           | Onderdeel | Voorronde | Voorronde | Series | Series | Herkansingen | Herkansingen | Halve finale   | Halve finale   | Finale         | Finale         |
| Atleet           | Onderdeel | Tijd      | Rang      | Tijd   | Rang   | Tijd         | Rang         | Tijd           | Rang           | Tijd           | Rang           |
| ---------------- | --------- | --------- | --------- | ------ | ------ | ------------ | ------------ | -------------- | -------------- | -------------- | -------------- |
| Muhd Azeem Fahmi | 100 m     | 10,42     | 2 Q       | 10,45  | 9      | n.v.t.       | n.v.t.       | Niet geplaatst | Niet geplaatst | Niet geplaatst | Niet geplaatst |

### Badminton
Mannen
| atleet                  | onderdeel  | groepsfase                         | groepsfase                   | groepsfase                      | groepsfase | eliminatie               | kwartfinale                               | halve finale                           | finale / BM                              | finale / BM |
| atleet                  | onderdeel  | tegenstander uitslag               | tegenstander uitslag         | tegenstander uitslag            | rang       | tegenstander uitslag     | tegenstander uitslag                      | tegenstander uitslag                   | tegenstander uitslag                     | rang        |
| ----------------------- | ---------- | ---------------------------------- | ---------------------------- | ------------------------------- | ---------- | ------------------------ | ----------------------------------------- | -------------------------------------- | ---------------------------------------- | ----------- |
| Lee Zii Jia             | enkelspel  | Nettasinghe W 21-14, 21-12         | Abián W 21-10, 21-13         | n.v.t.                          | 1 Q        | T J Popov W 21-13, 24-22 | Antonsen W 21-17, 21-15                   | Vitidsarn V 14-21, 15-21               | Sen W 13-21, 21-16, 21-11                | Brons       |
| Aaron Chia Soh Wooi Yik | dubbelspel | Lane - Vendy W 19-21, 21-16, 21-11 | Dong - Yakura W 21-10, 21-15 | Liang W - Wang C V 22-24, 14-21 | 2 Q        | n.v.t.                   | Rankireddy - Shetty W 13-21, 21-14, 21-16 | Liang W - Wang C V 19-21, 21-15, 17-21 | Astrup - Rasmussen W 16-21, 22-20, 21-19 | Brons       |

Vrouwen
| atleet                          | onderdeel  | groepsfase                    | groepsfase                                 | groepsfase                        | groepsfase | eliminatie           | kwartfinale                       | halve finale                         | finale / BM                      | finale / BM    |
| atleet                          | onderdeel  | tegenstander uitslag          | tegenstander uitslag                       | tegenstander uitslag              | rang       | tegenstander uitslag | tegenstander uitslag              | tegenstander uitslag                 | tegenstander uitslag             | rang           |
| ------------------------------- | ---------- | ----------------------------- | ------------------------------------------ | --------------------------------- | ---------- | -------------------- | --------------------------------- | ------------------------------------ | -------------------------------- | -------------- |
| Goh Jin Wei                     | enkelspel  | Scholtz W 23-21, 21-11        | Kim G-e V 17-21, 22-20, 21-23              | n.v.t.                            | 2          | niet geplaatst       | niet geplaatst                    | niet geplaatst                       | niet geplaatst                   | niet geplaatst |
| Thinaah Muralitharan Pearly Tan | dubbelspel | Chen Q - Jia Y V 17-21, 20-22 | Matsumoto - Nagahara W 18-21, 21-15, 21-16 | Rahayu - Ramadhanti W 21-18, 21-9 | 2 Q        | n.v.t.               | Kim W-h - Kong H-y W 21-12, 21-13 | Chen Q - Jia Y V 12-21, 21-18, 15-21 | Matsuyama - Shida V 11-21, 11-21 | 4              |

Gemengd
| atleet                   | onderdeel  | groepsfase               | groepsfase                | groepsfase                             | groepsfase | kwartfinale                        | halve finale         | finale / BM          | finale / BM    |
| atleet                   | onderdeel  | tegenstander uitslag     | tegenstander uitslag      | tegenstander uitslag                   | rang       | tegenstander uitslag               | tegenstander uitslag | tegenstander uitslag | rang           |
| ------------------------ | ---------- | ------------------------ | ------------------------- | -------------------------------------- | ---------- | ---------------------------------- | -------------------- | -------------------- | -------------- |
| Chen Tang Jie Toh Ee Wei | dubbelspel | Hee - Tan W 23-21, 21-12 | Chiu - Gai W 21-15, 24-22 | Feng Y - Huang D W 17-21, 21-15, 21-16 | 1 Q        | Kim W-h - Jeong N-e V 19-21, 14-21 | niet geplaatst       | niet geplaatst       | niet geplaatst |

### Boogschieten
Vrouwen
| atleet                                      | onderdeel   | plaatsingsronde | plaatsingsronde | eerste ronde         | tweede ronde         | derde ronde          | kwartfinale          | halve finale         | finale / BM          | finale / BM    |
| atleet                                      | onderdeel   | score           | rang            | tegenstander uitslag | tegenstander uitslag | tegenstander uitslag | tegenstander uitslag | tegenstander uitslag | tegenstander uitslag | rang           |
| ------------------------------------------- | ----------- | --------------- | --------------- | -------------------- | -------------------- | -------------------- | -------------------- | -------------------- | -------------------- | -------------- |
| Nurul Fazil                                 | individueel | 622             | 60              | Gökkır V 0 - 6       | niet geplaatst       | niet geplaatst       | niet geplaatst       | niet geplaatst       | niet geplaatst       | niet geplaatst |
| Syaqiera Mashayikh                          | individueel | 663             | 14              | Mîcra W 6 - 0        | Caetano V 5 - 6      | niet geplaatst       | niet geplaatst       | niet geplaatst       | niet geplaatst       | niet geplaatst |
| Ariana Zairi                                | individueel | 633             | 50              | Rebagliati V 5 - 6   | niet geplaatst       | niet geplaatst       | niet geplaatst       | niet geplaatst       | niet geplaatst       | niet geplaatst |
| Nurul Fazil Syaqiera Mashayikh Ariana Zairi | team        | 1918            | 10              | n.v.t.               | n.v.t.               | Indonesië V 3 - 5    | niet geplaatst       | niet geplaatst       | niet geplaatst       | niet geplaatst |

### Gewichtheffen
Mannen
| atleet      | onderdeel | trekken | trekken | stoten | stoten | totaal | rang |
| atleet      | onderdeel | score   | rang    | score  | rang   | totaal | rang |
| ----------- | --------- | ------- | ------- | ------ | ------ | ------ | ---- |
| Aniq Kasdan | -61 kg    | 130     | 4       | 167    | 3      | 297    | 4    |

### Golf
| atleet      | onderdeel | eerste ronde | tweede ronde | derde ronde | vierde ronde | totaal | totaal | totaal |
| atleet      | onderdeel | score        | score        | score       | score        | score  | par    | rang   |
| ----------- | --------- | ------------ | ------------ | ----------- | ------------ | ------ | ------ | ------ |
| Gavin Green | mannen    | 74           | 69           | 69          | 69           | 281    | -3     | T33    |
| Ashley Lau  | vrouwen   | 72           | 77           | 79          | 78           | 306    | +18    | T55    |

### Schietsport
Mannen
| atleet         | onderdeel         | kwalificaties | kwalificaties | finale         | finale         |
| atleet         | onderdeel         | punten        | rang          | punten         | rang           |
| -------------- | ----------------- | ------------- | ------------- | -------------- | -------------- |
| Johnathan Wong | 10 m luchtpistool | 570           | 26            | niet geplaatst | niet geplaatst |

### Schoonspringen
Mannen
| atleet           | onderdeel  | series | series | halve finale   | halve finale   | finale         | finale         |
| atleet           | onderdeel  | punten | rang   | punten         | rang           | punten         | rang           |
| ---------------- | ---------- | ------ | ------ | -------------- | -------------- | -------------- | -------------- |
| Pandelela Rinong | 10 m toren | 313,70 | 25     | niet geplaatst | niet geplaatst | niet geplaatst | niet geplaatst |

Vrouwen
| atleet             | onderdeel | series | series | halve finale | halve finale | finale | finale |
| atleet             | onderdeel | punten | rang   | punten       | rang         | punten | rang   |
| ------------------ | --------- | ------ | ------ | ------------ | ------------ | ------ | ------ |
| Nur Dhabitah Sabri | 3 m plank | 283,65 | 12 Q   | 286,96       | 8 Q          | 244,80 | 12     |

### Wielersport

#### Baanwielrennen
Keirin
| atleet                       | onderdeel        | ronde 1 | herkansing     | kwartfinale    | halve finale   | finale         |
| atleet                       | onderdeel        | rang    | rang           | rang           | rang           | rang           |
| ---------------------------- | ---------------- | ------- | -------------- | -------------- | -------------- | -------------- |
| Azizulhasni Awang            | keirin (mannen)  | DSQ     | niet geplaatst | niet geplaatst | niet geplaatst | niet geplaatst |
| Muhammad Shah Firdaus Sahrom | keirin (mannen)  | REL H   | 1 Q            | 3 Q            | 3 Q            | 6 REL          |
| Nurul Izzah Izzati Mohd Asri | keirin (vrouwen) | 4 H     | 3              | niet geplaatst | niet geplaatst | niet geplaatst |

Sprint
| atleet                       | onderdeel        | kwalificaties | kwalificaties | ronde 1              | herkansing 1          | ronde 2              | herkansing 2         | ronde 3              | herkansing 3            | kwartfinale          | halve finale         | finale/BM            | finale/BM      |
| atleet                       | onderdeel        | tijd          | rang          | tegenstander uitslag | tegenstander uitslag  | tegenstander uitslag | tegenstander uitslag | tegenstander uitslag | tegenstander uitslag    | tegenstander uitslag | tegenstander uitslag | tegenstander uitslag | rang           |
| ---------------------------- | ---------------- | ------------- | ------------- | -------------------- | --------------------- | -------------------- | -------------------- | -------------------- | ----------------------- | -------------------- | -------------------- | -------------------- | -------------- |
| Azizulhasni Awang            | sprint (mannen)  | 9,402 NR      | 10 Q          | Spiegel W 9,885      | bye                   | Turnbull W 9,866     | bye                  | Hoogland V +0,037    | Rudyk Iakovlev V +0,190 | niet geplaatst       | niet geplaatst       | niet geplaatst       | niet geplaatst |
| Muhammad Shah Firdaus Sahrom | sprint (mannen)  | 9,635         | 22 Q          | Iakovlev V +0,569    | Lendel Dakin V +0,043 | niet geplaatst       | niet geplaatst       | niet geplaatst       | niet geplaatst          | niet geplaatst       | niet geplaatst       | niet geplaatst       | niet geplaatst |
| Nurul Izzah Izzati Mohd Asri | sprint (vrouwen) | 10,709        | 21 Q          | Capewell V +0,081    | Otha Genest V +0,054  | niet geplaatst       | niet geplaatst       | niet geplaatst       | niet geplaatst          | niet geplaatst       | niet geplaatst       | niet geplaatst       | niet geplaatst |

#### Wegwielrennen
Vrouwen
| atleet                   | onderdeel    | tijd | rang |
| ------------------------ | ------------ | ---- | ---- |
| Nur Aisyah Mohamad Zubir | wegwedstrijd | DNF  | DNF  |

### Zeilen
Mannen
| atleet              | onderdeel | race | race | race | race | race | race | race | race | race        | race        | race   | race   | race           | netto punten | eindnotering |
| atleet              | onderdeel | 1    | 2    | 3    | 4    | 5    | 6    | 7    | 8    | 9           | 10          | 11     | 12     | M              | netto punten | eindnotering |
| ------------------- | --------- | ---- | ---- | ---- | ---- | ---- | ---- | ---- | ---- | ----------- | ----------- | ------ | ------ | -------------- | ------------ | ------------ |
| Khairulnizam Afendy | ILCA 7    | 32   | 15   | 22   | 21   | 30   | 26   | 22   | 34   | geannuleerd | geannuleerd | n.v.t. | n.v.t. | niet geplaatst | 168          | 32           |

Vrouwen
| atlete                 | onderdeel | race | race | race | race | race | race | race | race | race | race        | race   | race   | race           | netto punten | eindnotering |
| atlete                 | onderdeel | 1    | 2    | 3    | 4    | 5    | 6    | 7    | 8    | 9    | 10          | 11     | 12     | M              | netto punten | eindnotering |
| ---------------------- | --------- | ---- | ---- | ---- | ---- | ---- | ---- | ---- | ---- | ---- | ----------- | ------ | ------ | -------------- | ------------ | ------------ |
| Nur Shazrin Mohd Latif | ILCA 6    | 19   | 38   | 23   | 29   | 20   | 32   | 29   | 29   | 32   | geannuleerd | n.v.t. | n.v.t. | niet geplaatst | 215          | 35           |

### Zwemmen
Mannen
| Atleet         | Onderdeel        | Series  | Series | Halve finale | Halve finale | Finale         | Finale         |
| Atleet         | Onderdeel        | Tijd    | Rang   | Tijd         | Rang         | Tijd           | Rang           |
| -------------- | ---------------- | ------- | ------ | ------------ | ------------ | -------------- | -------------- |
| Khiew Hoe Yean | 400 m vrije slag | 3.51,66 | 27     | n.v.t.       | n.v.t.       | Niet geplaatst | Niet geplaatst |

Vrouwen
| atlete     | onderdeel        | series  | series | halve finale   | halve finale   | finale         | finale         |
| atlete     | onderdeel        | tijd    | rang   | tijd           | rang           | tijd           | rang           |
| ---------- | ---------------- | ------- | ------ | -------------- | -------------- | -------------- | -------------- |
| Tan Rouxin | 100 m schoolslag | 1:12.50 | 33     | niet geplaatst | niet geplaatst | niet geplaatst | niet geplaatst |